# اچ‌ام‌اس سنچوریون (۱۷۳۲)
اچ‌ام‌اس سنچوریون (۱۷۳۲) (به انگلیسی: HMS Centurion (1732)) یک کشتی بود که طول آن ۱۴۴ فوت (۴۳٫۹ متر) بود.